# Karl Schulze
Karl Schulze (Dresde, RDA, 5 de marzo de 1988) es un deportista alemán que compitió en remo.
Participó en tres Juegos Olímpicos de Verano, obteniendo dos medallas, oro en Londres 2012 y oro en Río de Janeiro 2016, en la prueba de cuatro scull, y el octavo lugar en Tokio 2020, en la misma prueba.
Ganó cuatro medallas en el Campeonato Mundial de Remo entre los años 2011 y 2015, y tres medallas en el Campeonato Europeo de Remo entre los años 2010 y 2014.

## Palmarés internacional
| Juegos Olímpicos   | Juegos Olímpicos            | Juegos Olímpicos  | Juegos Olímpicos |
| Año                | Lugar                       | Medalla           | Prueba           |
| ------------------ | --------------------------- | ----------------- | ---------------- |
| 2012               | Londres (Reino Unido)       | Medalla de oro    | Cuatro scull     |
| 2016               | Río de Janeiro (Brasil)     | Medalla de oro    | Cuatro scull     |
| Campeonato Mundial |                             |                   |                  |
| Año                | Lugar                       | Medalla           | Prueba           |
| 2011               | Bled (Eslovenia)            | Medalla de plata  | Cuatro scull     |
| 2013               | Chungju (Corea del Sur)     | Medalla de plata  | Cuatro scull     |
| 2014               | Ámsterdam (Países Bajos)    | Medalla de bronce | Cuatro scull     |
| 2015               | Aiguebelette (Francia)      | Medalla de oro    | Cuatro scull     |
| Campeonato Europeo |                             |                   |                  |
| Año                | Lugar                       | Medalla           | Prueba           |
| 2010               | Montemor-o-Velho (Portugal) | Medalla de bronce | Scull individual |
| 2013               | Sevilla (España)            | Medalla de oro    | Cuatro scull     |
| 2014               | Belgrado (Serbia)           | Medalla de bronce | Cuatro scull     |